# أولاد كايد (زمران الشرقية)
أولاد كايد هي إحدى مشيخات المملكة المغربية، تتبع جغرافيا لإقليم قلعة السراغنة وإداريًا لزمران الشرقية. يقدر عدد سكانها بـ 9718 نسمة حسب الإحصاء الرسمي للسكان والسكنى لسنة 2004.